# Vua bánh mì (phim truyền hình Việt Nam)
Vua bánh mì là một bộ phim truyền hình được thực hiện bởi Mega GS do Nguyễn Phương Điền làm đạo diễn. Phim được mua kịch bản chuyển thể từ bộ phim truyền hình cùng tên của Hàn Quốc năm 2010. Phim phát sóng vào lúc 20h00 từ thứ 2 đến thứ 7 hàng tuần bắt đầu từ ngày 22 tháng 9 năm 2020 và kết thúc vào ngày 24 tháng 12 năm 2020 trên kênh THVL1.

## Nội dung
Vua bánh mì xoay quanh câu chuyện về gia đình ông Đạt (Cao Minh Đạt) – chủ tịch Tập Đoàn Bánh Thành Phát nổi tiếng. Ông Đạt có vợ là Ngọc Khuê (Thân Thúy Hà), cả hai lần sinh nở, bà Khuê đều sinh hai cô con gái Thụy Kha (Phi Huyền Trang) và Thụy Minh (Ngân Hòa). Buồn phiền bởi vợ không sinh được người nối dõi, ông Đạt đã nảy sinh quan hệ với Dung (Nhật Kim Anh), con gái nuôi của mẹ mình, và khiến cô có thai...

## Diễn viên
- Quốc Huy trong vai Hữu Nguyện (24 tuổi)[7]
- Bé Gia Bảo trong vai Hữu Nguyện (12 tuổi)
- Tiến Ngô trong vai Hữu Nguyện (17 tuổi)
- Bạch Công Khanh trong vai Gia Bảo[8]
- Bé ca sĩ Lương Gia Khiêm trong vai Gia Bảo (12 tuổi)
- Trương Mỹ Nhân trong vai Lan Anh
- Bé Khánh Như trong vai Lan Anh (12 tuổi)
- Ngọc Thảo trong vai Trà My
- Cao Minh Đạt trong vai Thành Đạt
- Thân Thúy Hà trong vai Ngọc Khuê
- Trương Minh Quốc Thái trong vai Văn Tài
- Nhật Kim Anh trong vai Dung
- Lê Thiện trong vai Bà Ngà
- Hữu Châu trong vai Ông Mừng
- Tấn Thi trong vai Thầy Phan
- Đức Sơn trong vai Ông Bình
- Trung Dũng trong vai Vinh
- Phương Dung trong vai Bà Cúc
- Thanh Thức trong vai Bác sĩ Dương
- Bích Hằng trong vai Bà Vân
- Quách Ngọc Tuyên trong vai Phúc
- Thanh Tân (Tân trề) trong vai Lộc
- Phi Huyền Trang trong vai Thụy Kha
- Ngân Hòa trong vai Thụy Minh

Cùng một số diễn viên khác....

## Nhạc phim
- Cô đơn trong nhà mình

Sáng tác: Nguyễn Văn Chung
Thể hiện: Hoài Lâm
- Một người

Sáng tác: Nguyễn Văn Chung
Thể hiện: Bạch Công Khanh

## Giải thưởng
| Năm  | Giải thưởng                                | Hạng mục         | (Người) đề cử | Kết quả  | Tham khảo    |
| ---- | ------------------------------------------ | ---------------- | ------------- | -------- | ------------ |
| 2020 | Liên hoan truyền hình toàn quốc lần thứ 40 | Phim truyền hình | —             | Giải Bạc | [ 9 ] [ 10 ] |